# Jason Butler Harner
Jason Butler Harner (Elmira, 9 ottobre 1970) è un attore statunitense.
Ha iniziato la sua carriera cinematografica nel 2000.

## Filmografia

### Cinema
- Trifling With Fate, regia di Michael Bergmann (2000)
- The 3 Little Wolfs, regia di Joey Craine (2001)
- Garmento, regia di Michele Maher (2002)
- The Good Shepherd - L'ombra del potere (The Good Shepherd), regia di Robert De Niro (2006)
- Next, regia di Lee Tamahori (2007)
- Changeling, regia di Clint Eastwood (2008)
- New Orleans, Mon Amour, regia di Michael Almereyda (2008)
- Pelham 123 - Ostaggi in metropolitana (The Taking of Pelham 123), regia di Tony Scott (2009)
- Un perfetto gentiluomo (The Extra Man), regia di Shari Springer Berman e Robert Pulcini (2010)
- Non-Stop, regia di Jaume Collet-Serra (2014)
- Blackhat, regia di Michael Mann (2015)
- La famiglia Fang (The Family Fang), regia di Jason Bateman (2015)
- The Big Bend, regia di Brett Wagner (2021)

### Televisione
- Law & Order - I due volti della giustizia (Law & Order) – serie TV, 2 episodi (2002-2009)
- Hope & Faith – serie TV, episodio 1x17 (2004)
- The Closer – serie TV, episodio 2x10 (2006)
- Law & Order - Unità vittime speciali (Law & Order: Special Victims Unit) – serie TV, episodio 8x02 (2006)
- Moonlight – serie TV, episodio 1x12 (2008)
- Law & Order: Criminal Intent – serie TV, episodio 1x16 (2008)
- Fringe – serie TV, episodio 1x01 (2008)
- John Adams – miniserie TV, puntata 6 (2008)
- The Good Wife – serie TV, episodio 1x02 (2009)
- Mercy – serie TV, episodio 1x03 (2009)
- CSI - Scena del crimine (CSI: Crime Scene Investigation) – serie TV, episodio 11x10 (2010)
- Chase – serie TV, episodio 1x15 (2011)
- Easy to Assemble – serie TV, 3 episodi (2011-2012)
- Alcatraz – serie TV, 10 episodi (2012)
- The Newsroom – serie TV, episodio 1x01 (2012)
- Tradimenti (Betrayal) – serie TV, 4 episodi (2013)
- Homeland - Caccia alla spia (Homeland) – serie TV, 3 episodi (2013)
- The Blacklist – serie TV, 4 episodi (2014)
- Scandal – serie TV, 3 episodi (2015)
- Ray Donovan – serie TV, 7 episodi (2015)
- Colony – serie TV, episodio 1x01 (2016)
- Elementary – serie TV, episodio 5x20 (2017)
- Ozark – serie TV, 20 episodi (2017-2018)
- This Is Us – serie TV, episodio 2x02 (2017)
- High Maintenance – serie TV, episodio 2x09 (2018)
- Next – serie TV, 10 episodi (2020)
- The Walking Dead – serie TV, episodi 11x13 - 11x14 (2022)

## Doppiatori italiani
Nelle versioni in italiano delle opere in cui ha recitato, Jason Butler Harner è stato doppiato da:
- Alberto Bognanni in Fringe (nel ruolo di Morgan Steig), Blackhat
- Roberto Certomà in Fringe (nel ruolo di Richard Steig), Ozark
- Riccardo Rossi in Un perfetto gentiluomo, Scandal
- Andrea Lavagnino in CSI - Scena del crimine, Ray Donovan
- Alessio Cigliano in Next, Monsters: la storia di Lyle ed Erik Menendez
- Stefano Brusa in Law & Order: Criminal Intent
- Francesco Bulckaen in Changeling
- Francesco Pezzulli in The Closer
- Giuliano Bonetto in Pelham 123 - Ostaggi in metropolitana
- Sergio Lucchetti in The Good Wife
- Fabrizio Picconi in Bulletproof Man
- Teo Bellia in Alcatraz
- Danilo Di Martino in The Blacklist
- Stefano Benassi in Tradimenti
- Alessandro Quarta in Non-Stop
- Alberto Angrisano in La famiglia Fang
- Gianluca Cortesi in Colony
- Gabriele Lopez in Elementary
- Marcello Cortese in The Handmaid's Tale
- Simone D'Andrea in The Walking Dead